# Korma, Korosten
Korma (în ucraineană Корма) este un sat în comuna Kalenske din raionul Korosten, regiunea Jîtomîr, Ucraina.

## Demografie
Componența lingvistică a localității Korma
     Ucraineană (100%)
Conform recensământului din 2001, toată populația localității Korma era vorbitoare de ucraineană (100%).